# Stormy Seas

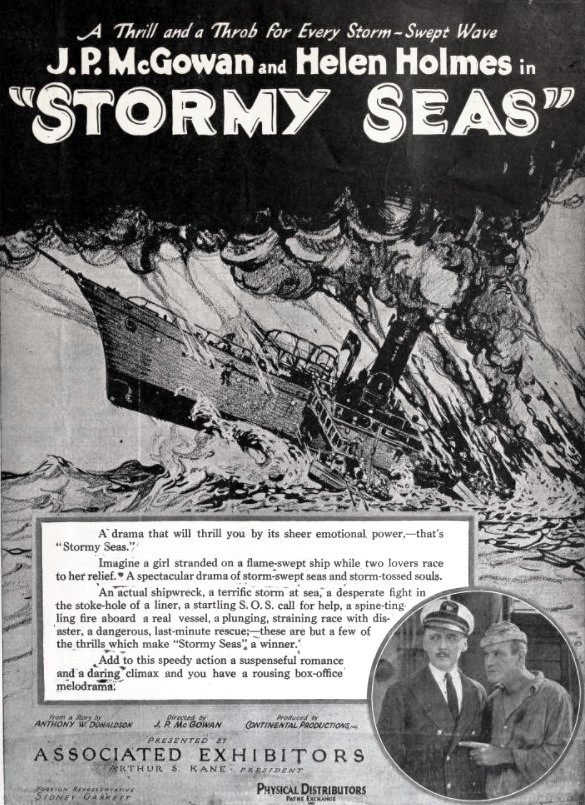
Réclame dans le magazine Film Daily.

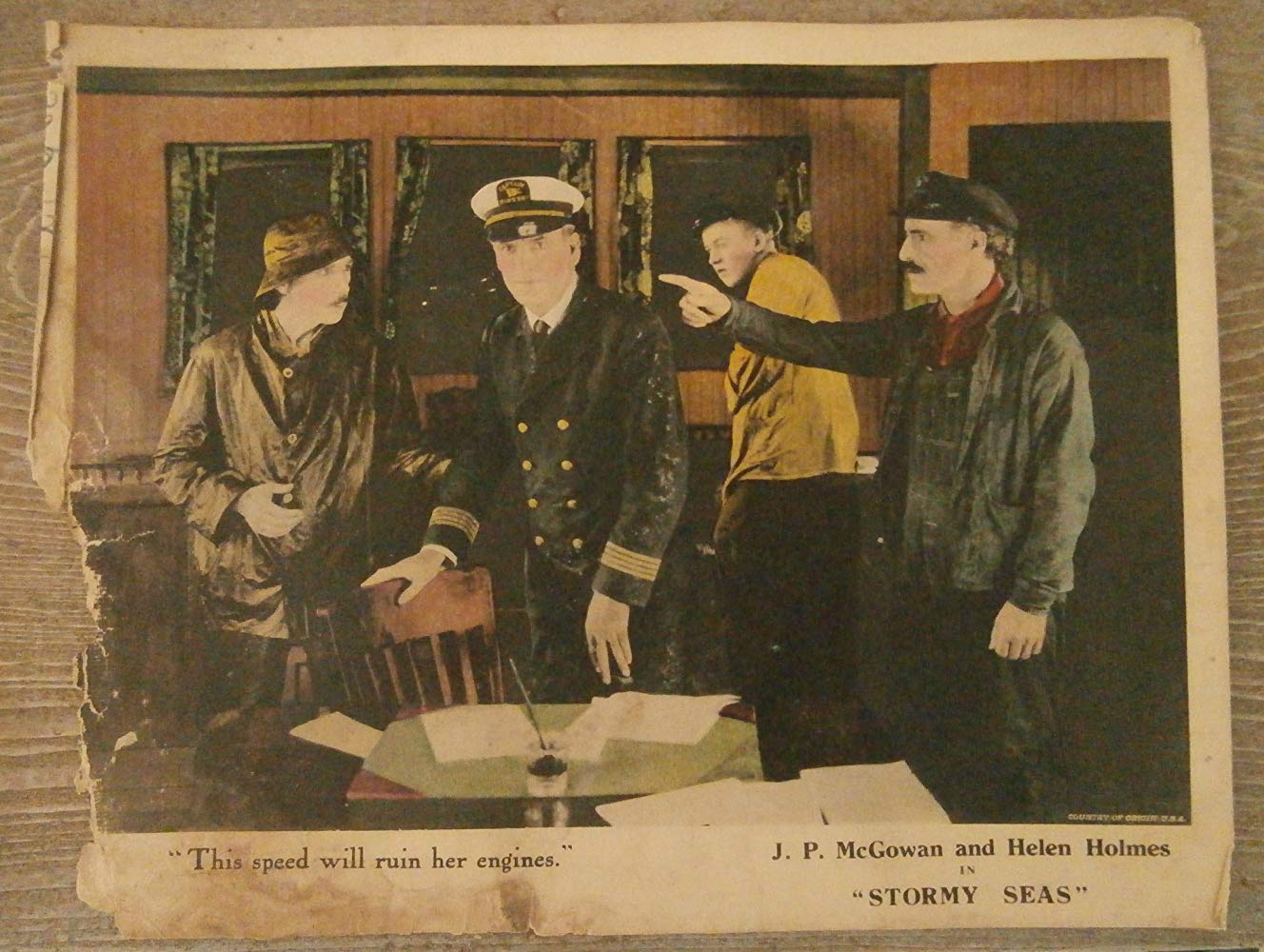
Carte promotionnelle du film

Stormy Seas est un film américain réalisé par J. P. McGowan, sorti en 1923.

## Fiche technique
- Réalisation : J. P. McGowan
- Scénario : 	Arthur W. Donaldson
- Photographie : Paul H. Allen, Hap Depew
- Production : Continental Pictures
- Distributeur : Associated Exhibitors
- Durée : 5 bobines
- Dates de sortie :
  - États-Unis : 1er juillet 1923
  - France : 28 janvier 1924[1]

## Distribution
- J. P. McGowan : Capt. Morgan
- Helen Holmes : Mary Weems
- Leslie Casey : George Tracey
- Rube Dalroy : Angus McBride
- Francis Seymour : 'Storm' Weems
- Gordon Knapp : 'Shorty' - le Steward